# ヒガンバナ〜警視庁捜査七課〜
『ヒガンバナ〜警視庁捜査七課〜』（ヒガンバナ けいしちょうそうさななか）は、2016年1月13日から3月16日まで日本テレビ系「水曜ドラマ」枠で放送された日本の刑事ドラマである。堀北真希の結婚後、初の連続テレビドラマ主演作であったが、堀北が2017年2月28日を以って芸能界を引退したため、堀北の引退前最後の連続テレビドラマ作品ともなった。

## 概要
2014年10月24日に日本テレビ系の「金曜ロードSHOW!」の特別ドラマ企画で『ヒガンバナ〜女たちの犯罪ファイル』（ヒガンバナ おんなたちのはんざいファイル）のタイトルで単発放送された作品のレギュラー化である。単発の視聴率は、11.3%だった。
警視庁刑事部に新しく設置された、女性刑事だけで構成されている部署・捜査第七課の活躍を描く。
連続ドラマ版は時間軸を単発ドラマより少し巻き戻し、檀れいの演じる峰岸雪乃がまだ捜査一課にいた頃から始まる。また、新キャラクターとしてDAIGOの演じる菊池謙人が登場する。

## あらすじ

### ヒガンバナ〜女たちの犯罪ファイル（単発ドラマ）
「今月26日、都内で行われるすべての結婚式を中止しなければ人が死ぬ」と書かれた脅迫ハガキが結婚式場やマスコミ各社に届けられた。そして女医タレントが結婚式を強行した当日、帝都グランドホテルで沢井美紀子が殺害される。事件を起こした犯人が自ら出頭したことで一連の事件は収束に向かうと思われていたが、結婚式を強行した女医タレントが毒殺される事件が新たに発生する。

## キャスト

### 警視庁刑事部

#### 捜査第七課（ヒガンバナ）
女性犯罪や女性犯罪被害者の対応を目的として新設された部署。
整った容姿で実力もあるが人格的に問題のあるメンバーが少なくないため本庁の男性刑事からは
「見た目は美しいが猛毒を持つ」という皮肉を込め「ヒガンバナ」（彼岸花）と呼ばれる。
来宮 渚（きのみや なぎさ）
演 - 堀北真希（幼少期：鎌田英怜奈）
本作の主人公。階級は巡査部長。
20年前に自身の目の前で父・悟が殺害された事件のショックが原因で人が持つ悪意に過敏に反応する（シンクロする）体質になってしまった。
現場では被害者の感情にシンクロし過ぎると意識を消失し、意識を取り戻す頃には、自分が倒れる直前に口に出した言葉を忘れてしまう。
特に悪の感情に触れると毒舌になるため、外出時にはヘッドフォンからの音楽で外部からの情報を遮断している。
意識を取り戻した後等に「ヤギ汁」という飲み物を飲んでいるがあまりにも刺激臭が強い為、薫子を除く他の「ヒガンバナ」のメンバーからは敬遠されている。
協調性はないが、証拠と根拠に裏打ちされた発言には説得力があり、立場が上の人間を黙らせることも少なくない。
母親は、悟が亡くなるよりも前に他界している。
酒は大変弱く、コップに半分注がれたビールを飲んだだけで眠ってしまった（第8話）。
峰岸 雪乃（みねぎし ゆきの）
演 - 檀れい
階級は警部補（単発ドラマでは巡査部長）。チームのリーダー的存在で、来宮とコンビを組む。
かつては捜査一課の刑事だったが、上司に反抗的な態度を取ったことが原因となり、各部署をたらい回しにされた。
連続ドラマ版では、ストーカー事件の捜査の為に一課から「ヒガンバナ」に出向し、事件解決後そのまま異動した（第1話）。
最終回では警察組織を守ろうと行動した瀬川の頬を張り、一喝するという気の強いところを見せた。
長見 薫子（ながみ かおるこ）
演 - 知英
科学捜査研究所研究員（単発ドラマ）。 → 東京監察医務院監察医（連続ドラマ）。
帰国子女であり、そのためか敬語が上手く話せない。また会話の所々に英語が混じる。
名門バレエ団の付属高校に通う妹・透子がいる。
伊東 凛（いとう りん）
演 - 高梨臨
階級は巡査。ゆとり世代。元鑑識課所属で物証に重きを置いている。足で捜査することはあまりせず、ネット上のコミュニケーションで聞き込みを行うことが多い。
実は、3年前に連続婦女暴行事件の被害に遭い、全治1ヶ月の重傷を負い、精神的なこともあり、半年間休職していた事が明らかになる。
上述の事件の犯人の一人である池内を自ら追い詰め、逮捕した（第8話）。
のちに東野和也警部と結婚する。また、薫子の話によると妊娠している模様。いわゆるできちゃった結婚。（最終回）
柳 幸子（やなぎ さちこ）
演 - YOU
階級は警部補。凄腕プロファイラー。渚が持つ能力に理解を示す。シングルマザーで一人息子の耕太が居る。
瀬川 すみれ（せがわ すみれ）
演 - 大地真央
階級は警視正（単発ドラマでは警視）。課長。捜査七課の創設者。
渚の父・悟の元同僚で、20年前に悟が殺害されたショックで泣きながら町中を走り回っていた渚を保護した。
大森南署では、刑事課長を務めていた。
最終回では20年前の大森南署における不正とその事件をもみ消す為に来宮悟刑事が殺害された事件を利用したことを記者会見で暴露、謝罪し、辞表を提出した。

#### 捜査第一課
黒田 吾朗（くろだ ごろう）
演 - 木本武宏
階級は警部。係長。関西弁を話す。
東野 和也（ひがしの かずや）
演 - 市川知宏
階級は警部。キャリア組。捜査一課に新しく配属された刑事。雪乃たちに弄ばれ、捜査情報を引き出されしまう。
凛に好意を持っており、最終回で結婚した。8話で犯人に襲われる寸前の彼女を庇って刺され、負傷する。
北条 光佑（ほうじょう こうすけ）
演 - 平山浩行（連続ドラマ - ）
階級は警視正。課長。雪乃の元上司で元恋人。雪乃を名前で呼ぶ。
自身は一課長と呼ばれることにプレッシャーを感じている。
黒田は階級は自身よりも下であるが、先輩である為、会話する時は敬語を使う。
最終回では、証拠等が不充分なまま事件を強引に収束させようとする警察上層部の方針に反発し、東野と共に「ヒガンバナ」の捜査に協力した。
雪乃と復縁したかは不明だが最終話で凛が投げたブーケを取り損ねた彼女に笑顔で手を差し伸べた。
三上 勉（みかみ つとむ）
演 - 杉本哲太（単発ドラマ）
階級は警視正。課長。雪乃の元上司。

#### 警察関係者
河井 百合子（かわい ゆりこ）
演 - 高橋惠子
渚の主治医。20年前に渚の父・悟が殺害された事件の後、亡くなった悟の遺品を預かっていた。
神藤 勇蔵（しんどう ゆうぞう）
演 - 佐野史郎
階級は警視長。刑事部部長。
渚の父・悟の元同僚で、大森南署では副署長を務めていた。

#### その他
菊池 謙人（きくち けんと）/ 狩野 謙人（かのう けんと）
演 - DAIGO （幼少期：小林喜日）
フリージャーナリスト。典型的なチャラ男でもあり、渚に付きまとう形で現れては、彼女から「ウザい」と煙たがられたりしている。
渚たちの事件現場によく出没しており、渚以外の「ヒガンバナ」のメンバーからは「渚の彼氏」と認識されている。
過去にも渚とは面識がある模様で、謙人の仕事部屋には渚を隠し撮りした写真や、彼女の父親が亡くなった事件に関する新聞記事等が多く飾られていた。
その正体は20年前に渚の父・悟を殺害した犯人として逮捕された狩野勇次の息子・狩野謙人であり、悟が殺害された現場で渚と顔を合わせていた。
幼い頃は、酒を飲んでばかりいた父・勇次からのDVと勇次が抱えていた多額の借金が原因で苦しい生活を強いられ、母親も勇次からのDVにより体調を崩し、入院を余儀なくされていた。
そして20年前のクリスマスイブの日、勇次から突然 来宮家への養子縁組の話を切り出された際に、家族を省みない勇次への怒りが爆発し、毒入りのお茶を飲ませて殺害しようとしていたが、図らずもそのお茶を強盗傷害事件の容疑者として手配されていた勇次の元を訪ねた渚の父・悟が飲んでしまい、さらにその直後に悟が勇次に包丁で何度も刺され、死亡する事態となった。
そして20年後、悟が殺害された事件の真相を確かめる為に勇次の元を尋ね、頑なに真相を話そうとしない勇次と揉み合う中、彼と密かに共同生活をしていた荒木夏子に腹部を刺され負傷する。その際、勇次から「この事は黙っていてほしい」と頼まれその場を立ち去るも後に勇次と夏子が心中を図り、勇次が焼死体となって発見され、その事件現場に出入りする様子が防犯カメラに映っていたことから、重要参考人として手配される。
その後、逃走中に交通事故に遭い病院に搬送され、衝突寸前だった対向車に乗っていた人物が死亡していた事から、当初は謙人が起こした事故で亡くなったと考えられていたが、薫子の解剖等により対向車に乗っていた人物が、事故が起こる前の時点で既に何者かに殺害されていたことが判明し、疑いは晴れる。
そして事件解決後、病院を訪れた渚に悟が殺害された事件の真相と勇次が焼死体で発見される直前の出来事を話し、今まで真相を話さなかった事を渚に謝罪した。
退院後は、事故により職場を解雇された為、渚の行きつけの定食屋でバイトとして働きながら、悟が殺害された事件について独自の調査を続けている。
最終回では、詐欺事件の被害者に行動してもらうよう渚たちに提案し、事件解決の糸口を作った。その後凛の結婚式から出てきた渚の前に現れ彼女から「ウザい通り越して吐き気してきた」と言われブーケを受け取った。
来宮 悟（きのみや さとる）
演 - 杉浦文紀
渚の父親で、元・大森南署の巡査部長。故人。
20年前のクリスマスイブの日に強盗傷害事件の容疑者として手配されていた狩野勇次に出頭を促す為、小学生だった渚と共に彼の家に赴くが謙人が勇次を殺害するために用意した毒入りのお茶を誤って飲んでしまった。
さらに毒で苦しむ悟の姿を見た勇次が謙人が毒を入れた事に気づき謙人を殺人犯にさせまいとして包丁で体を数ヶ所刺したため渚は刺殺と認識していた。
最終回にて、悟が殺害された事件は、当時彼が勤めていた大森南署での組織ぐるみの裏金を用いた不正経理に関する報道をもみ消す為に利用された事が判明した。
さくら
演 - 大島蓉子
渚の行きつけの定食屋「さくら」の女将、ヤギ汁も作ってあげている。

### ゲスト

#### 単発ドラマ
- 鈴木 遥子（美マダム雑誌の読者モデル・カフェ店員） - 高岡早紀
- 井上 麻弓（美マダム雑誌の読者モデル・元看護師） - いしのようこ
- 江藤 環（ビューティークリニック院長・タレント） - 国生さゆり
- 伊田 智（グローブ製薬MR） - 東幹久（大学時代：福山翔大）
- 小川 理美（加奈子の親友・失踪者） - 安藤輪子
- 関口 加奈子（伊田の18年前の交際相手・失踪者） - 真凛
- 沢井 美紀子（帝都グランドホテル殺人事件被害者） - 須藤真澄
- 高崎（環の夫） - 境浩一朗
- 大山 昭子（三門総合病院看護師・麻弓の元同僚） - 小柳友貴美
- その他 - 北代高士（詐欺師）・市川千恵子、益田愛子（高齢者詐欺被害者）
- その他出演者 - 天野勝弘、林亜紀子、谷口翔太、岸田裕行、斉藤一平、内田紳一郎、窪正寿、竹内義貴、長谷川るみ、大前理絵、松井佳子、原岡賢一郎、北山雅康

#### 連続ドラマ
第1話
- 長谷村 千鶴 - 関めぐみ
- 唐島 珠美 - ともさかりえ
- 唐島 新之助 - 山中崇
- 唐島 英一 - 山田明郷
- 大山 正二 - 矢本悠馬
- 春川 綾香 - 小野ゆり子

第2話
- 桐谷 雄一 - 辻義人
- 桐谷 由香里 - 山本未來
- 桐谷 可南 - 川栄李奈
- 宝田 真一 - 桜井聖
- 宝田 由美 - 片岡礼子

第3話
- 本郷 早紀 - 紺野まひる
- 井上 雅子 - 安藤玉恵
- 本郷 悠 - 須田瑛斗
- 山吹 - 片桐仁（ラーメンズ）
- 井上 孝一 - 内田健介

第4話
- 柴田 曜子 - 月船さらら
- 三岡 春樹 - 萩原聖人
- 堂ヶ島 児次郎 - 中原丈雄
- 結婚詐欺師 - 渋江譲二
- 相馬 良美 - 西山繭子
- 森沢 由美子 - 阿南敦子
- 綿貫 美香 - 八代みなせ
- 峰岸 静子 - 岩本多代

第5話
- 長見 透子 - 尾中琴美
- 宮下 美月 - 田原可南子
- 新村 まどか - 秋月成美
- 岩井 奈央 - 小宮有紗
- 小野寺 - ミスターちん
- 香坂 英里子 - マイコ

第6話
- 狩野 勇次 - 浅野和之（第7話）
- 荒木 夏子 - 酒井美紀（第7話）
- 火村 英生 - 斎藤工（from日曜ドラマ・「臨床犯罪学者 火村英生の推理」）
- 有栖川 有栖 - 窪田正孝（from「臨床犯罪学者 火村英生の推理」）

第7話
- 浜岡 征一 - 篠田光亮
- 掛居 沙保里 - 江口のりこ
- 橘 ひなた - 川島鈴遥
- 橘 かすみ - 岩橋道子
- 立石 宗治 - 螢雪次朗

第8話
- 池内 秀雄 - 堀部圭亮
- 郷田 篤則 - 淵上泰史
- 岸谷 安奈 - 小篠恵奈
- 服部医師 - ラサール石井
- 栗田 さゆり - 手塚真生
- 栗田 康人 - 伊藤正之

第9話 - 最終話
- 藤村 晴子 - 斉藤由貴
- 長井 清 - 久保晶
- 道重 隆太郎 - 山中聡
- 辛島 優香 - 新妻聖子
- 海原 将志 - ダンカン
- 藤村 裕喜 - 飯田基祐
- 捜査員 - 真田幹也
- 久米 一希 - 寺泉憲

## スタッフ

### 単発ドラマ（スタッフ）
- 脚本 - 吉澤智子
- 音楽協力 - 平川智司
- 演出補 - 山下司
- 殺陣 - 釼持誠
- カースタント - 佐藤秀美
- 医療監修 - 今井寛
- プロデューサー - 尾上貴洋、坂下哲也
- プロデューサー補 - 岩崎麻利江
- アシスタントプロデューサー - 成田有一

### 連続ドラマ（スタッフ）
- 脚本 - 徳永富彦、池上純哉、松本美弥子、荒井修子、本田隆朗
- 演出 - 大谷太郎、湯浅典子、松永洋一、石尾純
- 音楽 - 菅野祐悟
- 撮影 - 岡田博文
- カメラ - 門田健、水梨潤
- 照明 - 小沢均
- 音声 - 伊藤荒一郎
- VE - 佐藤隆彦
- VTR - 足助学
- 編集 - 河村信二
- オンライン編集 - 高橋稔
- PR編集 - 三重野良明
- 選曲 - 原田慎也
- 音響効果 - 茂野敦史
- MA - 山崎茂巳
- 編集デスク - 喜尾茂生
- PR MA - 前島真一
- 技術統括 - 木村博靖
- 照明デスク - 吉松耕司
- ロケ技術 - 大和賢司
- 技術デスク - 澁谷誠一
- タイトルバック - ネイキッド
- VFX - 小島元気、伊藤拓也
- 美術プロデューサー - 乾友一郎
- 美術デザイン - 樫由智恵子
- 美術進行 - 長房淳
- 装飾 - 平内悠介、渕上聖
- 装置 - 斎藤龍弘、加世田真一
- 持道具 - 柳沢太介
- 衣裳 - 星眞由美、小林祥子
- スタイリスト - 佐藤郁江、本田弓子、諏訪部留美、柳下真弓、西島容子
- 特殊効果 - 山室敦嗣
- 電飾 - 東浩輝
- 建具・硝子 - 阪本太郎
- 造園 - 谷口和誠
- 生花 - 黒木智子
- 劇中料理 - 赤堀博美
- 車両 - ランナーズ
- 警察監修 - 倉科孝靖
- 法医学・医事監修 - 佐藤喜宣
- 編物指導 - 多田洋子
- チーフプロデューサー - 伊藤響
- プロデューサー - 鈴間広枝、尾上貴洋、湯浅典子
- ラインプロデューサー - 大塚泰之
- アシスタントプロデューサー - 上野かおる
- プロデューサー補 - 田端綾子
- 主題歌 - JY「最後のサヨナラ」（ソニー・ミュージックレコーズ）[19]
- オープニングテーマ - JY「RADIO」（ソニー・ミュージックレコーズ）
- 制作協力 - 日テレアックスオン
- 製作著作 - 日本テレビ

## 放送日程
| 各話                                                          | 放送日  | サブタイトル                                | 脚本       | 演出     | 視聴率 |
| ------------------------------------------------------------- | ------- | ------------------------------------------- | ---------- | -------- | ------ |
| 第1話                                                         | 1月13日 | 殺害現場に残る真実の声                      | 徳永富彦   | 大谷太郎 | 11.2%  |
| 第2話                                                         | 1月20日 | 誘拐犯の謎の指令…!真の目的とは!?            | 池上純哉   | 大谷太郎 | 10.6%  |
| 第3話                                                         | 1月27日 | ママはぼくが守る…カリスマ主婦に隠された真実 | 松本美弥子 | 湯浅典子 | 11.2%  |
| 第4話                                                         | 2月03日 | 愛の悲劇…女性科学者が謎の爆死!              | 荒井修子   | 松永洋一 | 10.4%  |
| 第5話                                                         | 2月10日 | 嫉妬と羨望…天才バレリーナの悲劇             | 本田隆朗   | 石尾純   | 10.0%  |
| 第6話                                                         | 2月17日 | 明かされる秘密!父を殺した男の謎             | 池上純哉   | 大谷太郎 | 08.7%  |
| 第7話                                                         | 2月24日 | 宿命の2人…明かされる衝撃の真実              | 池上純哉   | 松永洋一 | 08.1%  |
| 第8話                                                         | 3月02日 | 仲間が逮捕!? 殺された暴行犯の謎             | 松本美弥子 | 大谷太郎 | 09.6%  |
| 第9話                                                         | 3月09日 | 資産家殺害! 犯人は家政婦か娘か?             | 池上純哉   | 松永洋一 | 08.2%  |
| 最終話                                                        | 3月16日 | チーム解散!? 最後の敵は最強の毒婦!          | 池上純哉   | 大谷太郎 | 07.9%  |
| 平均視聴率 9.6%（視聴率はビデオリサーチ調べ、関東地区・世帯） |         |                                             |            |          |        |

## コラボレーション
- 2016年1月期の日テレ製作ドラマ3作品のコラボレーション企画の一環として、本文上述の「日曜ドラマ・臨床犯罪学者 火村英生の推理」からの特別ゲスト出演に加え、2016年2月20日放送の「土曜ドラマ・怪盗 山猫」に、堀北が来宮役そのものでカメオ出演した[18]。

## DVD・Blu-ray
- DVD：金曜ロードSHOW！特別ドラマ企画 「ヒガンバナ 〜女たちの犯罪ファイル〜」、発売日：2016年1月13日
- Blu-ray：ヒガンバナ〜警視庁捜査七課〜 Blu-ray BOX、発売日：2016年7月20日
- DVD：ヒガンバナ〜視庁捜査七課〜 DVD-BOX、発売日：2016年7月20日